# Infanzia nell'antica Roma
(C. Plinii Secundi, Naturalis historiae libri XXXVII, Vol.4, p.12)

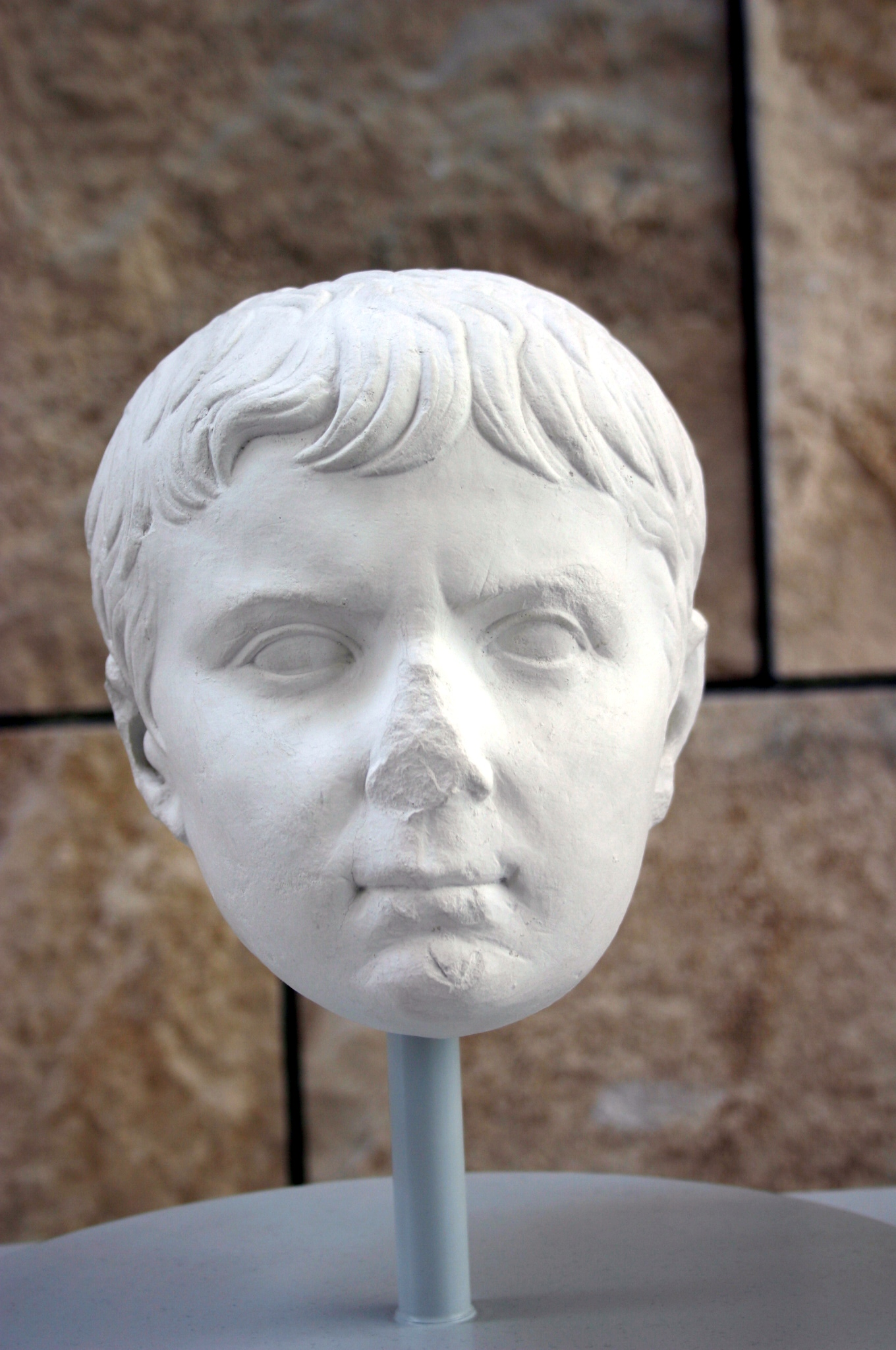
Gaio Cesare da bambino

All'infanzia nell'antica Roma si apparteneva sino ai sette anni , periodo questo in cui l'infante veniva considerato come privo di quella ragione che, secondo il modo di pensare popolare e il diritto, si acquisiva dopo il superamento dell'età durante la quale l'infans era incapace di esprimere razionalmente la sua volontà così che giuridicamente veniva definito "colui che non può parlare" (qui fari non potest). 
Il giurista bizantino Teofilo, ad esempio, a proposito della regolarità del testamento sosteneva che questo non potesse essere redatto né da un bambino né da un pazzo poiché «il primo al senno non è giunto, mentre il secondo ne è stato abbandonato».

## La considerazione dell'infanzia

### I sentimenti pubblici e privati

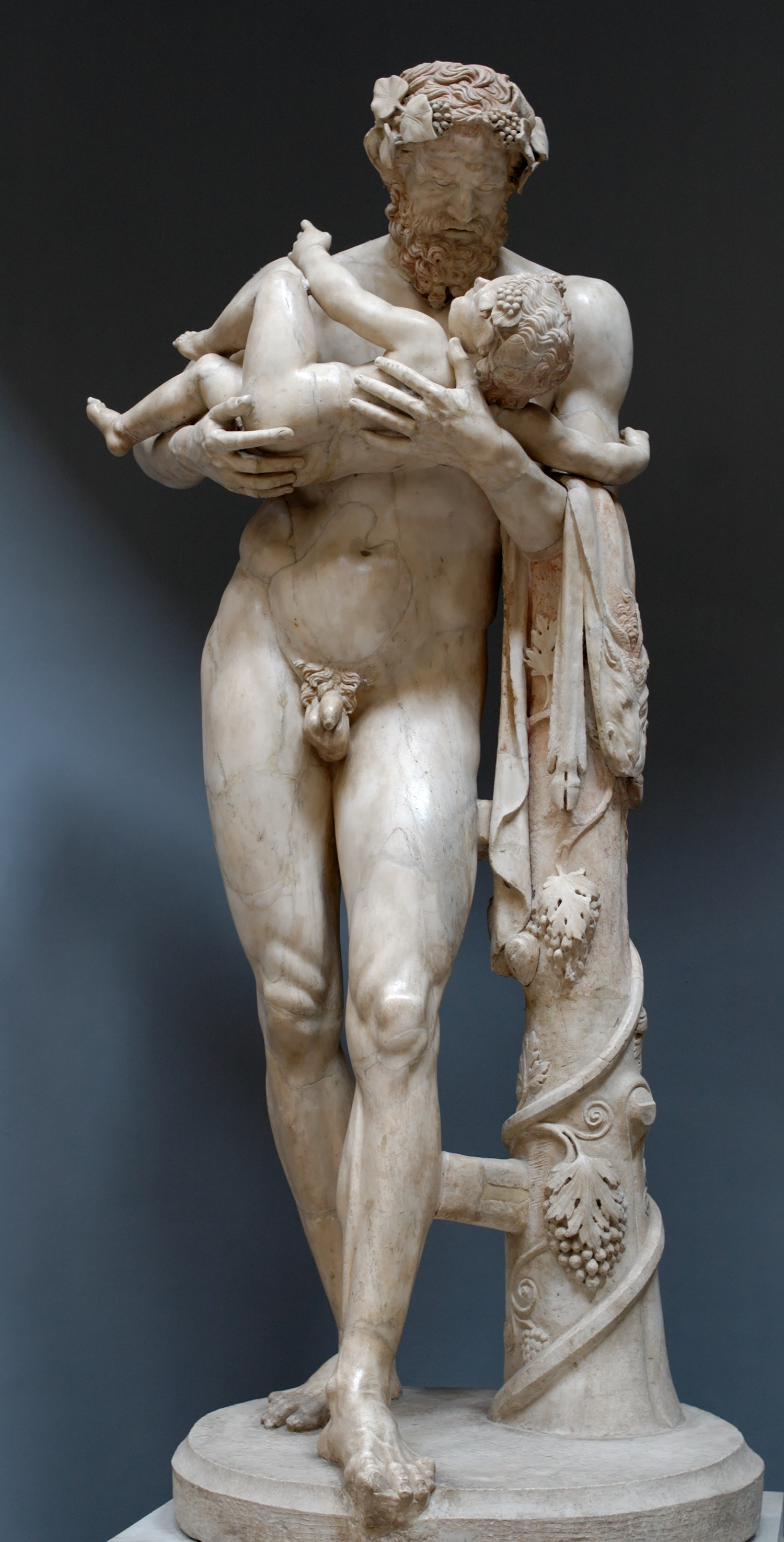
Sileno tiene in braccio Dioniso bambino, marmo, copia Romana del II secolo a.C. da un originale greco di Lisippo (ca. 300 a.C.), Roma, Musei Vaticani

Nella sensibilità collettiva degli antichi Romani la morte di un infante era vissuta senza particolari espressioni di emotività; nella sfera privata invece la perdita di un familiare ancora bambino provocava aperte manifestazioni di dolore. Si potrebbe pensare che i Romani provassero una particolare ritrosia a dimostrare in pubblico i sentimenti di affetto che provavano per i figli. Se però si considera che l'amore tra genitori e figli diviene palese e frequente nel corso del XX secolo, anche per la diminuzione della mortalità infantile e che la storia antica di Roma fu caratterizzata da una serie di eventi disastrosi come guerre, carestie, epidemie allora appare chiaro come la vita di ognuno fosse alquanto precaria e come la nascita e la morte di un essere ancora "indefinito" come l'infante rientrasse nel naturale alternarsi della storia senza quel contorno di emotività che in seguito vi sarà associato. L'insensibilità dimostrata in pubblico dai Romani per la morte infantile allora appare essere collegata alla fatalistica accettazione di eventi luttuosi che si coloravano invece di sentimenti di dolore nella sfera privata. Così il retore Frontone descrive a Marco Aurelio nel 165 d.C., in occasione della morte di cinque suoi piccoli figli, di come avesse sopportato coraggiosamente da solo il dolore provato senza mostrarlo pubblicamente:
Ma diversamente lo stesso Frontone nell'opera composta per la morte del nipotino Decimano si abbandona alla descrizione dello strazio provato e allo stesso modo anche il cinico Marziale si lascia andare al dolore in un epigramma dedicato a una vernula, una schiavetta domestica morta a quasi sei anni:

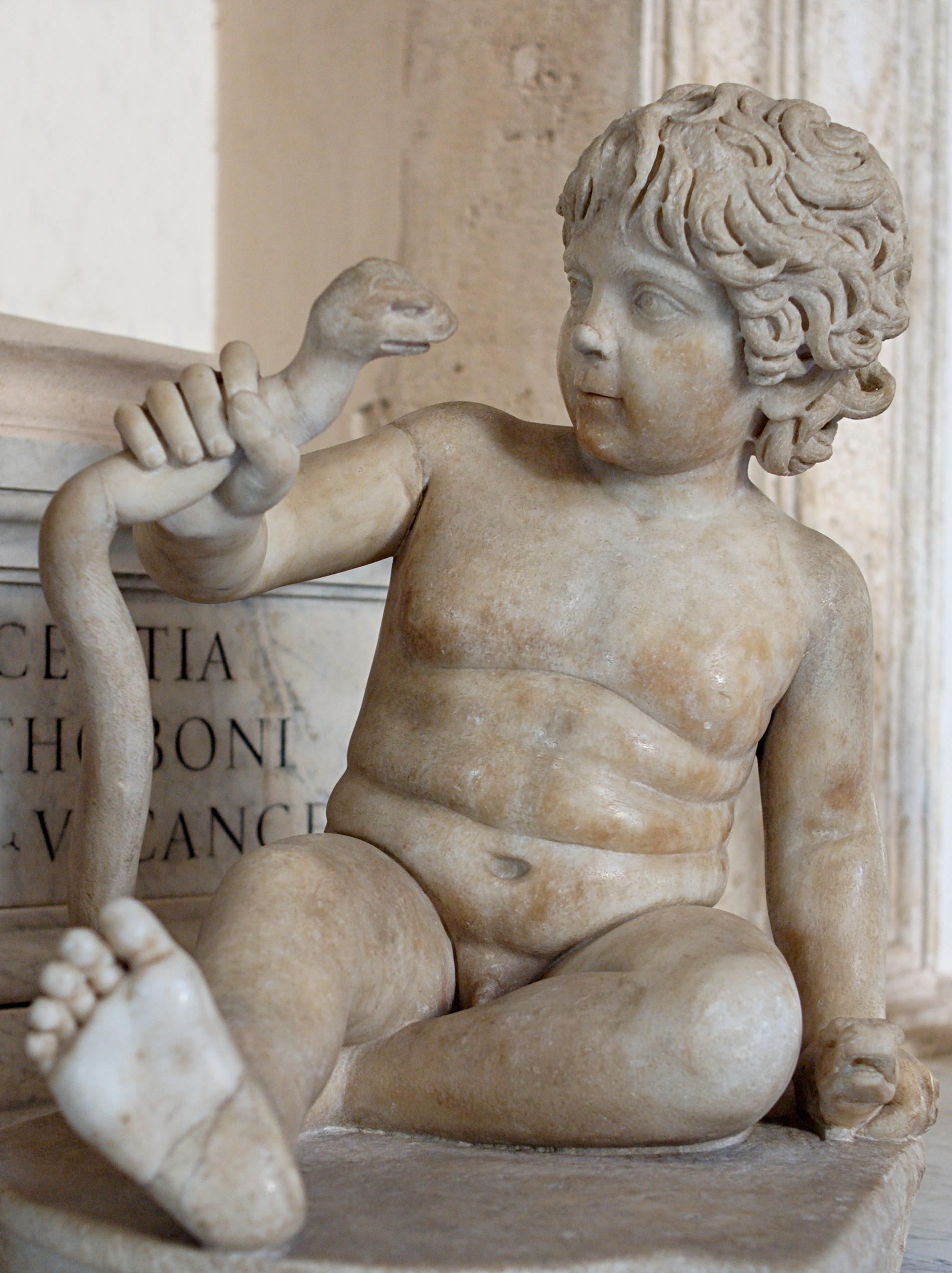
Eracle bambino strozza i due serpenti, marmo bianco di manifattura romana, II secolo a.C. Roma, Musei Capitolini

«Frontone padre, madre Flaccilla, a te

affido questa bimba bacio e carezze mie,

perché la tenera Erotion le nere ombre

e la gola mostruosa del cane tartareo non riempiano di gelo e di paura.

Avrebbe compiuto il sesto dei suoi inverni

appena fosse vissuta altri sei giorni ancora.

Fra voi che la guardate così carichi d'anni sconfinatamente libera giochi.

E l'immatura lingua cinguetti ancora il mio nome.

Le sue ossa così molli copra una zolla non dura

e com'ella a te a lei sii, terra, leggera.»
Significativa di questo atteggiamento negli antichi Romani della riservatezza del dolore è la presenza nelle tombe dei bambini di oggetti di cui possano continuare a servirsi nell'oltretomba o in quell'ultima dimora che è la tomba stessa e poiché si tratta di bambini nei corredi funebri spesso compaiono i giocattoli che vengono accuratamente deposti accanto al defunto.

### La difficile nascita

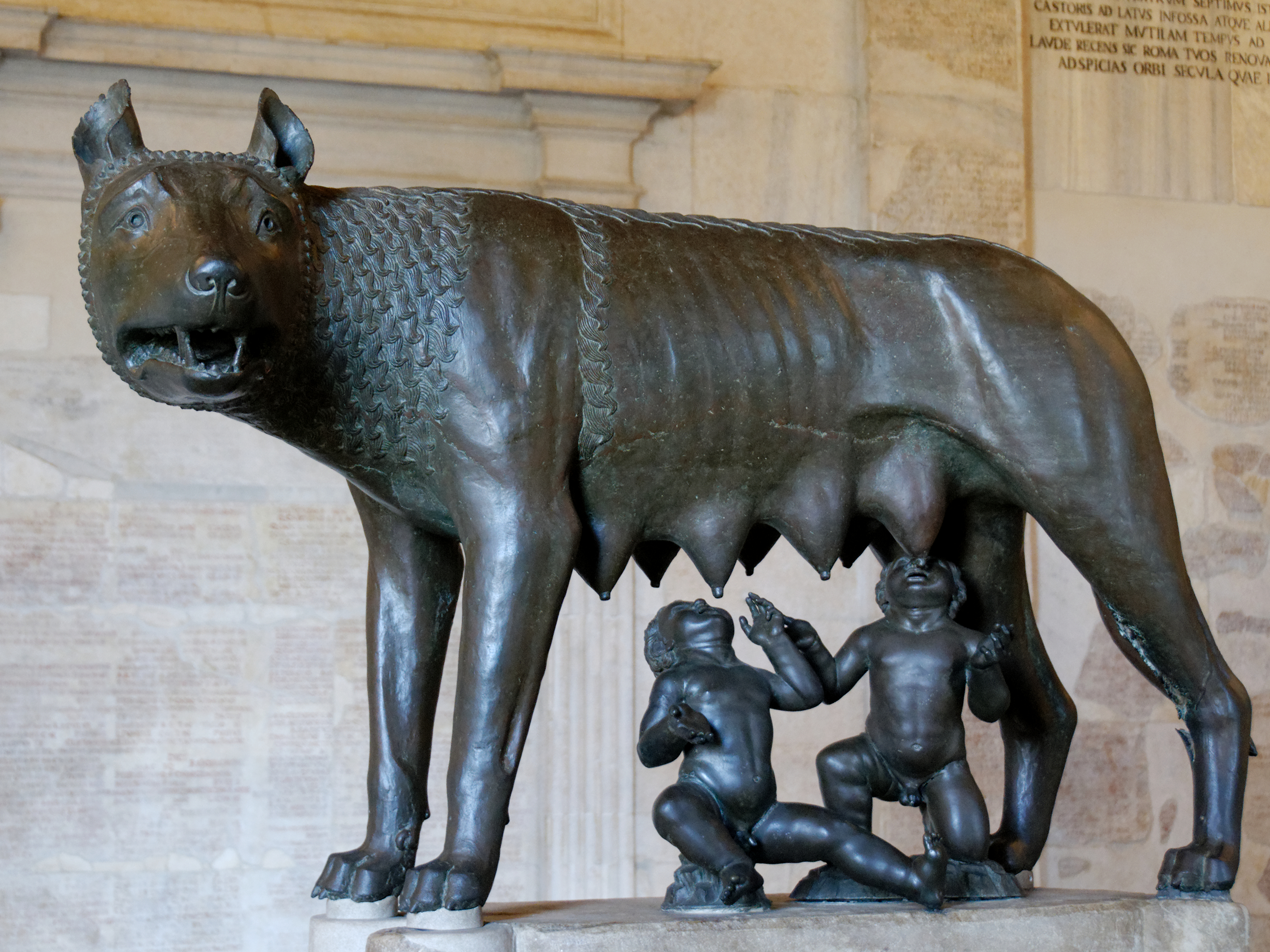
Lupa capitolina

La stessa origine della città di Roma era collegata al mito di Romolo e Remo i due gemelli abbandonati dopo la nascita. Nascere nella Roma antica non era facile anzi le diffuse pratiche abortive ostacolavano la stessa nascita, che quando avveniva doveva superare il momento dell'esposizione, vale a dire dell'abbandono in strada o in una discarica o l'immediata morte per strangolamento o annegamentosecondo la volontà dell'onnipotente pater familias titolare del diritto di vita o di morte (vitae necisque potestas) sui suoi familiari.
Solo con l'avvento dell'imperatore Costantino la pratica dell'esposizione e dell'uccisione degli infanti venne per legge vietata ed equiparata al parricidium tranne che per i nati deformi. 
Anche quando accadeva che gli infanti esposti trovassero qualcuno che li prendesse con sé non era raro il caso che questi individui procurassero al bambino delle storpiature per usarli per chiedere l'elemosina come attesta il caso riportato nel I secolo d.C. da Seneca il Retore in un processo relativo a questi fatti di sfruttamento infantile.
Arrivare all'età adulta significava superare le diffuse malattie gastrointestinali e respiratorie sopravvivere con la scarsa alimentazione e superare la selezione per anomalie o malformazioni. La legge di Romolo non lasciava scampo: 
Come nel mondo greco anche per i Romani il deforme era il segno profetico di sventure dovute alla violazione della pax deorum. Mentalità che proseguì con diverse motivazioni nell'età imperiale come in Lucio Anneo Seneca che vedeva nella soppressione dei neonati deformi un principio di igiene sociale per la salvaguardia della sanità dello Stato:
Non migliore sorte era quella riservata alle bambine, alle puellae, poco produttive per costituzione e alle quali occorrerà fornire una dote quando lasceranno la casa. Scrive dall'Egitto un cittadino romano in attesa del parto della moglie: «se è maschio, allevalo; se è femmina, buttala fuori».
E anche quando pressappoco al 12º anno d'età le bambine giungeranno al matrimonio, riflette il censore Quinto Cecilio Metello Macedonico nel 131 a.C. in un'orazione conservata da Aulo Gellio e che fu letta da Augusto in occasione della presentazione delle sue leggi per l'incremento delle nascite:
Del resto la donna era da sempre universalmente considerata una creatura per natura irresponsabile da tenere continuamente sotto tutela.
Il triste destino riservato ai bambini e alle bambine era convinzione che fosse legato al fatto che la nascita fosse avvenuta in un giorno ater (infausto) anzi, secondo Seneca, tutto era stato già deciso al momento del concepimento. Scrive a questo proposito Lucrezio:
«Giace, allorché la natura

con le sue doglie l'ha spinto fuori dall'alvo materno

alle riviere del giorno, nudo il bambino per terra,

come un nocchiero sbalzato dai cavalloni sul lido;

senza parola, manchevole d'ogni soccorso alla vita,

ed empie il luogo d'un lugubre vagito, come s'addice

a chi dovrà nella vita passar per tanti malanni...»
Il destino in realtà riservato agli infanti che riuscivano in qualche modo a sopravvivere all'abbandono e all'esposizione era per le bambine generalmente quello di diventare amanti dei loro padroni. Il bambino poteva essere accolto in una casa come schiavo (alumnus) o come figlio ma spesso il puer, come schiavetto (amasius / cicaro) o come libero effeminatus veniva usato per fini sessuali privati o avviato assieme alle puellae alla prostituzione, arrivata in Roma a tal punto che l'imperatore Domiziano cercò di sanare con apposite leggi.